# Marco Meloni (peintre)
Pour les articles homonymes, voir Meloni.
Marco Meloni (Florence, 1470 - 1537) est un peintre italien  de la Renaissance.

## Œuvres
- San Sebastiano, Bologne (1500).
- Madonna e Santi gia' in San Bernardino a Carpi, Galleria Estense Modène (1504)
- Vergine, Saint-Pierre de Rome
- Fuite en Égypte
- Saint Jérôme en pénitence